# Aero A-38
De Aero A-38 (ook wel bekend als A.38) is een Tsjechoslowaaks dubbeldekker-passagiersvliegtuig gebouwd door Aero eind jaren '20 en begin jaren '30 van de twintigste eeuw. De ontwikkeling begon in 1929. In vergelijking tot de A-35, modern voor zijn tijd, is de A-38 te beschouwen als een terugval. De A-38 bestond uit de verlengde romp en staart van een A-35 en had de vleugels vergelijkaar met die van de A-23. De A-38’s werden gebruikt bij de ČSA (als L-BACA tot en met L-BACF later OK-ACA tot en met OK-ACF) en het Franse CIDNA, het huidige Air France (als F-AJLH en F-AJLG). De A-38’s van de CINDA werden aangedreven door Franse Gnome et Rhône motoren in plaats van de Walter motoren zoals in ČSA toestellen. Een totaal van acht toestellen zijn er gebouwd.

## Varianten
- A-38-1: Uitgerust met door Walter gebouwde Bristol Jupiter stermotor. Zes stuks gebouwd voor de ČSA.
- A-38-2: Uitgerust met Gnome et Rhône Jupiter 9A2 stermotor. Twee stuks gebouwd voor de CINDA.

## Specificaties
- Bemanning: 2, piloot en boordwerktuigkundige
- Capaciteit: 8 passagiers
- Lengte: 12,8 m
- Spanwijdte: 16,6 m
- Hoogte: 4,5 m
- Vleugeloppervlak: 67 m2
- Leeggewicht: 1 740 kg
- Volgewicht: 3 150 kg
- Motor: 1× een door Walter gebouwde Bristol Jupiter stermotor, 313 kW (420 pk)
- Maximumsnelheid: 190 km/h
- Plafond: 4 800 m
- Klimsnelheid: 106 m/min